# Ivana Kolínská
Ivana Kolínská, coniugata Kořínková (Praga, 20 ottobre 1950), è un'ex cestista cecoslovacca.

## Carriera
Con la Cecoslovacchia ha disputato i Giochi olimpici di Montréal 1976, i Campionati mondiali del 1975 e due edizioni dei Campionati europei (1974, 1976).